# Liangwangzhuang
Liangwangzhuang (kinesiska: 良王庄, 良王庄乡) är en socken i Kina. Den ligger i storstadsområdet Tianjin, i den norra delen av landet, omkring 23 kilometer sydväst om stadens centrum. Antalet invånare är 20 706. Befolkningen består av 10 041 kvinnor och 10 665 män. Barn under 15 år utgör 16,0 %, vuxna 15-64 år 74 %, och äldre över 65 år 8,0 %.